# Minshakyōkai
Die Minshakyōkai (jap. 民社協会, „Demokratisch-Sozialistische Gesellschaft“) ist eine Faktion der japanischen Demokratischen Volkspartei (engl. DPFP). Ursprünglich war die Minshakyōkai eine Faktion der Demokratischen Partei (engl. DPJ), die 2016 in der Demokratischen Fortschrittspartei (engl. DP) aufging, um den Abgeordneten Yoshiaki Takaki. Sie wurde deshalb auch als Takaki-Gruppe (髙木グループ, Takaki gurūpu von engl. Takaki group) bezeichnet. Er übernahm den Vorsitz der Faktion, nachdem Vorgänger Tatsuo Kawabata bei der Shūgiin-Wahl 2012 abgewählt worden war. Nach dem Rückzug Takagis aus der Politik 2017 wurde im März 2018 Masao Kobayashi zum Faktionsvorsitzenden ernannt. Die Minshakyōkai besteht momentan (2020) aus neun Abgeordneten der Demokratischen Volkspartei.
Die Faktion hatte nach der endgültigen Auflösung der NFP 1997 insgesamt rund 30 Mitglieder aus den beiden DPJ-Parlamentsfraktionen. Ihre Basis besteht aus ehemaligen Mitgliedern der Demokratisch-Sozialistischen Partei (Minshatō), die traditionell enge Verbindungen zum ehemaligen Gewerkschaftsverband Dōmei – heute Teil von Rengō – unterhalten. Sie stand bis 2012 der Hatoyama-Gruppe nahe, viele Mitglieder gehörten beiden Faktionen an.